# Nicolae Boboc
Nicolae Boboc (n. 26 septembrie 1920, Ilia, Regatul României – d. 8 august 1999, Timișoara, România) a fost un dirijor și compozitor, personalitate muzicală marcantă pentru Filarmonica din Arad, Filarmonica Banatul din Timișoara și Opera Națională Română din Timișoara.

## Studii
După absolvirea școlii din Deva, a studiat la Conservatorul din București între 1940-1947, clasa de compoziție, dirijat și pedagogie, unde îi are ca profesori pe Ioan D. Chirescu și George Breazul (teorie-solfegiu), Mihail Jora (armonie, contrapunct, compoziție), Constantin Brăiloiu (istoria muzicii, folclor), Tiberiu Alexandru (folclor), Ion Ghiga (citire de partituri, dirijat de orchestră), Ștefan Popescu (dirjat de cor), Dimitrie Cuclin (estetică muzicală), Eugenia Ionescu (pian auxiliar), Constanța Bădescu (canto).
A studiat în paralel și Facultatea de Litere a Universității din București pe care a absolvit-o în 1946 cu magna cum laude, având ca lucrare de licență Psihologia percepției auditive. A beneficiat de îndrumarea unor profesori de renume: Ion Petrovici (istoria filozofiei), Mircea Florian (istoria filozofiei vechi și medievale; logică), Dimitrie Gusti și Henri H. Stahl (sociologie), Traian Herseni (sociologie rurală) Mircea Vulcănescu (etică), Tudor Vianu (estetică și critică literară), Nicolae Bagdasar (teoria cunoașterii), Anton Dumitriu (logică), G. Zapan (psihologie), G. G. Antonescu și Constantin Narly (pedagogie).

## Activitate
Nicolae Boboc și-a început activitatea ca profesor de muzică la liceele Spiru Haret și Gheorghe Sincai din București. Se transferă apoi la Arad unde exista perspectiva înființării unei filarmonici. Predă muzica la liceele Moise Nicoară și cel pedagogic pentru a activa mai târziu ca profesor de armonie, contrapunct și istoria muzicii la Conservatorul din Arad (1948-1953).
Prin eforturi conjugate cu cele ale muzicianului Nicolae Brânzeu, dirijor și compozitor deja afirmat, se pun în anul 1948 bazele Filarmonicii de Stat din Arad, devenind astfel dirijor și primul director pe timp de 11 ani, între 1948-1959 când se transferă la Timișoara. 
O viață dedicată muzicii între anii 1959-1982, ca și prim-dirijor la Filarmonica Banatul din Timișoara, alături de colegii lui de la vremea respectivă: Mircea Popa (1947-1964), Alexandru Șumski (1965-1968), Remus Georgescu (1968-), Peter Oschanitzky (1983-1993). A beneficiat cu ocazia concertelor corale de profesionalismul dirijorilor permanenți de cor Mircea Hoinic (1951-1972), Ion Românu (1957-1969) și Diodor Nicoară (1969-2006).
Instituțiile artistice din Arad și Timișoara fiind în plină ascensiune, are ocazia să acompanieze soliști deja confirmați și e un susținător fervent al celor în devenire, pentru a-i pomeni doar pe români: 
Marta Steinfeld (Adorian, Lazoc), Corneliu Gheorghiu, Kurt Mild - printre primii soliști ai filarmonicii din Arad, Liana Șerbescu, Alexandru Demetriad, Lidia Cristian, Maria Fotino, Mîndru Katz, Radu Aldulescu, frații Valentin Gheorghiu și Ștefan Gheorghiu, Sofia Cosma, Gheorghe Halmos, Dan Grigore, Ion Voicu, Ștefan Ruha, Stanciu Ștefan, Aurelian-Octav Popa, Cornelia Vasile, Ilinca Dumitrescu, Tudor Dumitrescu-regretatul pianist plecat dintre noi la numai 19 ani, Dan Atanasiu, Marin Cazacu, Paul Florin, Corina Belcea, lista fiind lungă.   
Nicolae Boboc activează ca dirijor cu jumătate de normă la Opera Națională Română Timișoara și preia frânele directoratului la Operă pentru 11 ani, între 1963-1974. Este invitat să dirijeze și să monteze spectacole de operă și în străinătate. Urmează o carieră artistică pe patru decenii purtând filarmonica și opera des peste hotare, prin Europa dar si Turcia, URSS, Israel, Egipt, SUA. 
Revine la filarmonica din Arad între 1982-1987 iar după reînființarea facultății de Muzică din Timișoara, predă cursul de Istorie a muzicii universale. Ține regluat conferințe legate de muzică la studioul de Radio, la secția de artă a bibilotecii județene (1980-1991), cicluri organizate de Aquilina Birăescu cât și pentru studenții de la facultatea de Electrotehnică (1985-1989).
În semn de prețuire pentru înregistrarea lucrării sale, Variațiuni pe o temă proprie, Ionel Perlea i-a transmis lui Nicolae Boboc bagheta primită de la dirijorul Arturo Toscanini. La rându-i, Nicolae Boboc, la sfârșit de carieră, l-a ales pe dirijorul Gheorghe Costin spre a-i transmite acest trofeu.
La inițiativa lui Nicolae Boboc ca director al operei și a lui Ion Românu, director al filarmonicii, în stagiunea 1968-1969 are loc la Timișoara prima ediție a Festivalului Timișoara Muzicala, gândit să devină un eveniment al anului, o manifestare de ținută. Dupa cea de-a VI-a ediție, festivalul devine anual, iar din 1993 va primi un caracter internațional.

## Premii
Pentru activitatea sa, Nicolae Boboc a fost distins cu titlul de Artist emerit și cu importante premii și distincții naționale.

### Distincții
- titlul de Artist Emerit al Republicii Populare Romîne (13 ianuarie 1964) „pentru merite deosebite în activitatea desfășurată in domeniul teatrului, muzicii și artelor plastice”[1]
- Ordinul Meritul Cultural clasa a III-a (12 septembrie 1968) „pentru merite deosebite în activitatea muzicală”[2]

### Premii
Premiul Uniunii Compozitorilor și Muzicologilor din România în 1985 pentru lucrarea sa etnomuzicologică, Motivul premioritic în lumea colindelor, un studiu asupra variantelor colinzii păcurarului care reprezintă stadiul arhaic al baladei populare românești Miorița.
În 2006 a fost inaugurat în foyerul operei, bustul realizat de sculptorul timișorean Aurel-Gheorghe Ardeleanu, în prezența lui Corneliu Murgu, directorul instituției, cu ocazia celor 60 de ani de la înființare (1946). 
O copie a bustului a fost instalată în 2008 la sediul filarmonicii din Arad, la Palatul Culturii, la inițiativa conducerii, cu ocazia sărbătoririi a celor 60 de ani de la etatizare (1948). Tot cu această ocazie s-a decernat titlul de membru de onoare post-mortem lui Nicolae Brânzeu și Nicolae Boboc.
Pe 1 august 2014, cu ocazia zilelor Timișoarei, conducerea primăriei îi acordă un spațiu pe Aleea Personalităților din .Parcul Central „Anton Scudier”, bustul fiind realizat de sculptorul Aurel Gheorghe Ardeleanu.

## Selecție din discografie[3]
Cu orchestra simfonică a filarmonicii Arad
- Karl Ditters von Dittersdorf Simfonia concertantă pentru violă, contrabas și orchestră, Concert pentru contrabas și orchestră, ST – ECE 2336
- Felix Mendelssohn-Bartholdy Simfonia nr.5 în re minor (Reforma), ST–ECE 2337
- Irina Odăgescu-Țuțuianu Momente concertino pentru oprchestră de coarde, ST–ECE 02589
- Modest Musorgski O noapte pe muntele pleșuv,  ST–ECE 2593
- Franz Liszt Rapsodia ungară nr.2
- Antonín Dvořák Dansuri slave op.46 nr.1 și nr.8

- Felix Mendelssohn-Bartholdy Simfonia nr.3 în la minor op.56 Scoțiana, ST–ECE 02727

- Giuseppe Verdi Suita de dansuri din opera Trubadurul, ST–ECE 02728
- Bedrich Smetana Două dansuri din opera Mireasa vândută
- Amilcare Ponchielli Dansul orelor din opera Gioconda
- Piotr Ilici Ceaikovski Polca  din opera Evghenii Oneghin

- Nicolae Brânzeu Simfonia nr.2, Pro pace, ST-ECE 03165
- Robert Schumann Simfonia nr.2, op.61, ST – ECE 03346
- Joseph Haydn Simfonia nr. 82 în Do major, Ursul,

Simfonia nr. 92 în Sol major, Oxford, ST–ECE 03587
- Irina Odăgescu-Țuțuianu Concert pentru orchestră de coarde

Cu corul și simfonică a filarmonicii Banatul Timișoara
- W. A. Mozart Requiem în re minor KV 628, dirijorii corului Mircea Hoinic și Ion Românu, ECE 0259, ST-ECE 0687
- Ionel Perlea Don Quichotte, Variațiuni pe o temă proprie, ECE-01236
- Anton Bruckner Simfonia nr.1 în do minor (versiunea „Linz"), ST-ECE 01274
- Sabin Drăgoi Divertisment rustic, Doua dansuri pe teme populare muresene, Petrecere populara, ST-ECE 01500

- Coruri din opere germane, W. A. Mozart, Carl Maria von Weber, Otto Nicolai, Richard Wagner, dirijorul corului Diodor Nicoară, ST-ECE 01819
- Frederic Chopin Concertul nr.1 în mi minor pentru pian și orchestră op.11, solist Dan Atanasiu, ST-ECE 02113
- Frederic Chopin Concertul nr.2 în fa minor pentru pian și orchestra op.21, solist Dan Atanasiu, ST-ECE 02114
- Nicolae Boboc Țara Hălmagiului, Triptic hunedorean, Divertisment în stil clasic, ST-ECE 02590

Cu orchestra simfonică a filarmonicii George Enescu București
- Alexandru Pașcanu Marea Neagră, ECE 01644

## Lucrări

### Muzică simfonică
- Mic divertisment în stil clasic  (1951)
- Țara Hălmagiului suită simfonică (1952) revizuită pentru cerințele unui spectacol de balet cu titlul Ia-ți mireasă ziua bună
- Rapsodia bănățeană (1977)
- Triptic Hunedorean pentru soliste, cor mixt și orchestră (1985)
- Balada Unirii pentru cor mixt și orchestră pe versurile lui Tudor Arghezi (1989)

### Muzică corală
- Bate, Doamne, muma loru (1948)
- Fecioriță de-ocheșiță (1978)
- Fiica ce-i mi-ți dare (1979)
- Colo-n sus si mai din susu (1980)

### Cărți
- Boboc, Nicolae (1985). Motivul premioritic în lumea colindelor, Editura Facla

## Citate
„Admir genialitatea dar prețuiesc înaintea ei, caracterul.”